# 大橋薰
大橋薫、（1966年3月24日—）、女性、日本漫畫家。愛知縣岩倉市出身。為日本漫畫家「楠桂」的雙胞胎姐妹。

## 作品
- 真澄鏡、全1冊、原名
- 魔女的口信、全2冊（東立版）、原名
- 星期一的人魚、全1冊、原名
- 睡美人夜未眠、全1冊（青文版）、原名 ISBN 9575950100
- 人魚之首、全1冊、原名
- 月夜俏佳人、全1冊（青文版）、原名 ISBN 9575394313
- 娃娃情人、全6冊（東立版）
- 高瀨千帆事件簿系列、西澤保彦原作、原名
  1. 16秒間的密室、全1冊、原名
  2. 6箱屍體、全1冊、原名
- 魔性空間、全5冊（東立版）、 或名死神的惡夢、全5冊（青文版）、原名
- 天使的工作、全1冊（東立版）、原名
- 魔女教室、全1冊（東立版）、原名 ISBN 9577315682
- 迷惘之街、全1冊（尊龍版）、原名 ISBN 9572008137
- 分心、全1冊（尊龍版）、原名 ISBN 9572008781
- 死靈娃娃、全1冊（尊龍版） ISBN 9864261495
- 聖女危機、全3冊（大然版）、原名
- 血色聖女、全1冊（青文版）、原名 ISBN 9575394321
- 夢幻馬戲團、全2冊（青文版）、原名
- 血色聖女、全1冊（青文版）、原名 ISBN 9575394321
- BAD BOYS、全1冊、原名 ISBN 9575376749
- 辣妹難纏、全1冊（大然版）、原名 ISBN 9572526189
- 性感小密桃、全2冊（長鴻版）、原名 ISBN 9575376331 ISBN 957537634X
- 周末不回家、全1冊（長鴻版）、原名 ISBN 9575376323

以下為18禁的作品
- 女孩們的俏模樣、全1冊（尚禾版）、原名
- 不再哭泣的迷想情人、全1冊（尚禾版）、原名 ISBN 9867521862
- 惡魔當舖、全2冊（東立版）、原名
- 波霸美人魚、全2冊（東立版）、原名
- 超級派遣OL、全2冊（長鴻版）、原名
- GOGO上天堂、全1冊（獵人版）、原名
- 美眉天堂～來玩色色的遊戲嘛～、全1冊（長鴻版）

### 與楠桂合作
- 戰國月夜、全2冊（大然版）
- Diabolo-惡魔、全3冊（東立版）

## 外部連結
- K2OFFICE （页面存档备份，存于） （日語） （公式ウェブサイト、実妹・楠桂と共同）
- K2OFFICE大橋薫 公式ブログ 漫画家大橋薫のお仕事近況日常日記 （页面存档备份，存于） （日語）
- 大橋薫 官方Twitter的X（前Twitter） （日語） （2011年 1月20日 20:47 - ）　※ UTC表記。